# Anna Rot
Anna Rot (* 1983 in Wien) ist eine österreichische Schauspielerin.

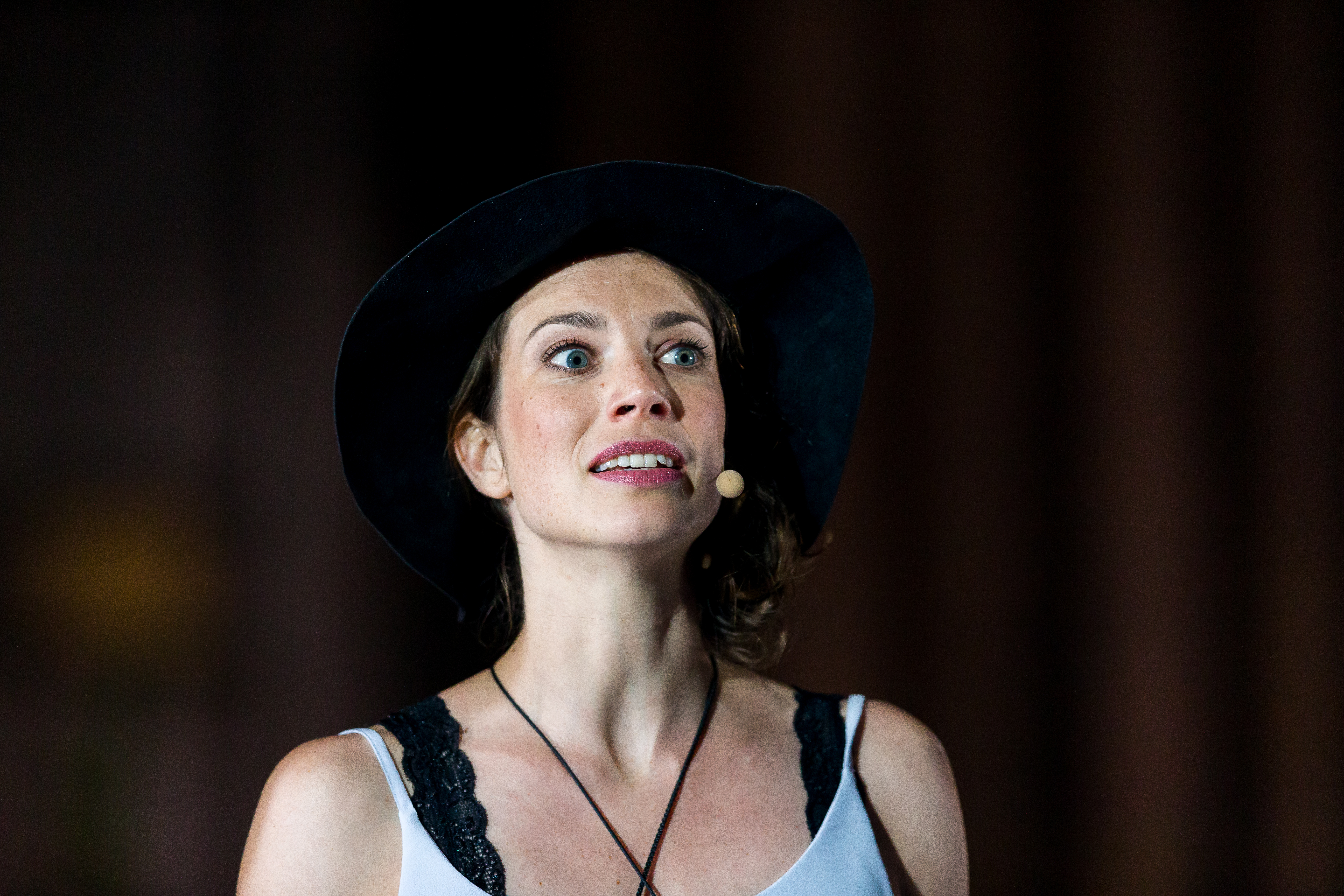
Anna Rot als Kamerafrau "the eye" bei den Nibelungenfestspielen in Worms 2016

## Leben und Karriere
Anna Rot wurde in Wien geboren. 
Sie erhielt zwischen 2004 und 2007 an der Universität für Musik und darstellende Kunst Graz sowie von 2007 bis 2008 an der Hochschule für Musik und Theater Rostock ihre schauspielerische Ausbildung, die sie mit Diplom abschloss. Die folgenden zwei Jahre war sie am Deutschen Theater Göttingen engagiert. Später spielte sie in Wien, Mülheim/Ruhr, am Theater Meiningen, am Schauspielhaus Graz, sowie zuletzt am Théâtre de Vanves in Paris.
Ihr Debüt vor der Kamera gab die damals Elfjährige 1994 in dem Film Etwas am Herzen. Ihre Darstellung der Lea in Sabine Derflingers Film Tag und Nacht bescherte ihr mehrere Auszeichnungen.

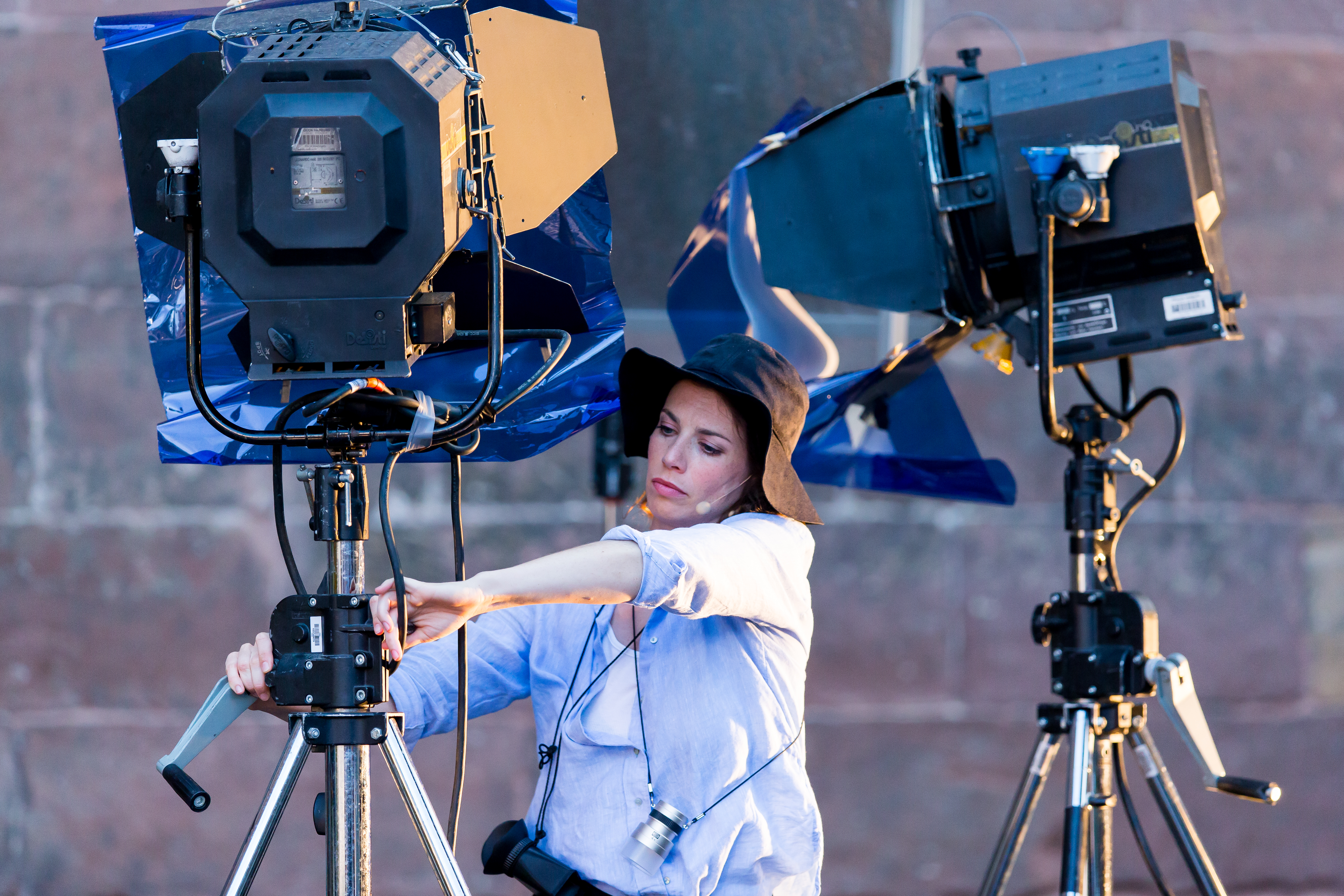
Anna Rot als Kamerafrau "the eye" bei den Nibelungenfestspielen in Worms 2016

Anna Rot spricht neben ihrer Muttersprache Deutsch noch Wiener Dialekt und fließend Englisch und Französisch. Sie lebt und arbeitet in Wien und Berlin.

## Filmografie
- 1994: Etwas am Herzen
- 1995: Polizeiruf 110 (Fernsehserie – Episode Abgründe)
- 2008: In 3 Tagen bist du tot 2
- 2009: Wer hat Angst vorm schwarzen Mann?
- 2009: Rewind (Kurzfilm)
- 2010: Tag und Nacht
- 2012: Schnell ermittelt – Jana Solm
- 2012: Vatertag
- 2012: Meine Tochter, ihr Freund und ich
- 2012: Lilly Schönauer: Weiberhaushalt
- 2013: Inga Lindström: Sommerlund für immer
- 2014: Die Detektive (Fernsehserie)
- 2014: Ma Folie
- 2015: SOKO Donau (Folge: Mörderspiel)
- 2015: SOKO München: Quid pro quo
- 2015: Inga Lindström: Alle lieben Elin
- 2015: Liebling (Kurzfilm)
- 2017: Der Kommissar und das Kind (Fernsehfilm)
- 2018: Nord Nord Mord: Clüver und der leise Tod
- 2018: Blind ermittelt – Die toten Mädchen von Wien
- 2018: Die Muse des Mörders
- 2018: Passagier 23 – Verschwunden auf hoher See
- 2018: Um Himmels Willen (Folge Gewissenskonflikte)
- 2019: SOKO Donau (Folge Nemesis)
- 2019: Die Toten vom Bodensee – Die Meerjungfrau
- 2019: Stadtkomödie – Der Fall der Gerti B.
- 2019: Landkrimi – Steirerkreuz
- 2022: SOKO Linz (Folge Das Kind)
- 2022: Broll + Baroni – Für immer tot (Fernsehfilm)
- 2024: Die schöne Rebellin (Fernsehfilm)
- 2024: SOKO Donau (Folge Die 3 Säulen des Erfolgs)

## Auszeichnungen
- 2011 New York City International Film Festival: Bestlead Actress für Tag und Nacht
- 2011 Athens Film & Video Festival Ohio: 2. Preis für Tag und Nacht
- 2012 Geneva Film Festival: Auszeichnung für Tag und Nacht